# 大伴金村
大伴 金村（おおとも の かなむら）は、古墳時代の豪族（大連）。大伴室屋の孫で、大伴談の子とされるが、大伴室屋の子とする系図もある。

## 経歴
仁賢天皇11年（498年）仁賢天皇の崩御後に大臣・平群真鳥、鮪父子を征討し、武烈天皇を即位させて自らは大連の地位についた。武烈天皇8年（506年）武烈天皇の崩御により皇統は途絶えたが、応神天皇の玄孫とされる彦主人王の子を越前国から迎え継体天皇とし、以後安閑・宣化・欽明の各天皇に仕えた。
『日本書紀』によると継体天皇6年（512年）に高句麗によって国土の北半分を奪われた百済からの任那4県割譲要請を受けて、金村はこれを承認する代わりに五経博士を渡来させた。継体天皇21年（527年）に発生した磐井の乱では物部麁鹿火を将軍に任命して鎮圧させた。
ただし、『古事記』の竺紫君石井退治（磐井の乱）の記事には、物部荒甲（麁鹿火）大連と大伴金村連が討伐にあたったと記されており、本居宣長は『古事記伝』で単なる脱字の可能性と実はこの時にはまだ大連に就いていなかった可能性を指摘しており、近年においても笹川尚紀は『日本書紀』の編纂において、壬申の乱の功労者として当時の朝廷において一定の影響力を有していた大伴氏の伝承に基づく金村の顕彰記事（平郡真鳥討伐や継体天皇擁立など）が採用されていたと考え、金村は少なくとも継体天皇の即位の頃はまだ大連ではなかった可能性も指摘している。
しかし、欽明天皇の代に入ると欽明天皇と血縁関係を結んだ蘇我稲目が台頭、金村の権勢は衰え始める。さらに欽明天皇元年（540年）には新羅が任那地方を併合するという事件があり、物部尾輿などから外交政策の失敗（先の任那4県の割譲時に百済側から賄賂を受け取ったことなど）を糾弾され失脚して隠居する。これ以後、大伴氏は衰退していった。
晩年は大伴氏の館のあった摂津国住吉郡（現在の大阪市住吉区）に住み、そこで死去。住吉区にある帝塚山古墳は、大伴金村あるいはその子の墓とされている。ただし、古墳の築造年代は4世紀末から5世紀初頭であり年代が合わない。
奈良県葛城市には、金村を祀る金村神社がある。

## 海外との関わり
金村が住吉に邸宅を構えていたのは、住吉が外交に適した地であったからであると考えられる。

## 系譜
- 父：大伴談[3]または大伴室屋[4]
- 母：不詳
- 生母不明の子女
  - 男子：大伴磐[3]
  - 三男：大伴狭手彦[5]
  - 男子：大伴糠手子[4]
  - 男子：大伴阿彼布古[5]
  - 男子：大伴宇遅古[4]
  - 男子：大伴咋[3][6]